# Egyesült arab emírségekbeli férfi jégkorong-válogatott
Az Egyesült arab emírségekbeli férfi jégkorong-válogatott az Egyesült Arab Emírségek nemzeti csapata, amelyet az UAE Jeges Sportok Szövetsége (angolul: UAE Ice Sports Federation) irányít. A szövetséget 2001-ben alapították és az első mérkőzésüket 2007. január 26-án játszották. 2010-ben csatlakoztak a nemzetközi mezőnyhöz, amikor részt vettek a 2010-es jégkorong-világbajnokságon. 2019-ben a divízió III selejtezőt, 2022-ben a divízió III/A csoportot, 2023-ban a divízió II/B csoportot nyerték meg. A 2024-es jégkorong-világbajnokságon a 31. helyen (3. hely a divízió II/A csoportban) végeztek és ez a legjobb helyezésük. 

## Eredmények

### Világbajnokság
- 1920–1971 –  Nagy-Britannia része volt
- 1972–2009 – Nem vett részt
- 2010 – 46. hely (4. a Divízió III A csoportban)
- 2011 – Visszalépett
- 2012 – Nem vett részt
- 2013 – 46. hely (6. a Divízió III-ban)
- 2014 – 45. hely (5. a Divízió III-ban)
- 2015 – 46. hely (6. a Divízió III-ban)
- 2016 – Visszalépett
- 2017 – 47. hely (7. a Divízió III-ban)
- 2018 – 49. hely (3. a Divízió III selejtezőben)
- 2019 – 47. hely (1. a Divízió III selejtezőben)
- 2020 – Törölve a Covid19-pandémia miatt[1]
- 2021 – Törölve a Covid19-pandémia miatt[2]
- 2022 – 37. hely (1. a Divízió III/A csoportban)
- 2023 – 35. hely (1. a Divízió II/B csoportban)
- 2024 – 31. hely (3. a Divízió II/A csoportban)